# Coober Pedy
Coober Pedy es una ciudad situada al norte de Australia Meridional, 846 kilómetros al norte de Adelaida junto a la Stuart Highway. Según el censo de 2016 su población era de 1762 habitantes (incluyendo aborígenes australianos). La ciudad es conocida como la capital mundial del ópalo debido a la cantidad de minas de este mineral que se encuentran allí. Es también famosa porque la mayoría de los residentes viven bajo tierra, mayoritariamente en viejas minas rehabilitadas, para protegerse de las altas temperaturas. El nombre de Coober Pedy deriva del término local aborigen kupa-piti, el cual significa  Agujero del hombre blanco.
Este mineral fue encontrado por primera vez en Coober Pedy el 1 de febrero de 1915. Desde entonces la ciudad ha sido el suministro de la mayor parte de ópalo del mundo. La economía de Coober Pedy se basa hoy tanto en el turismo como en la industria minera del ópalo, que da empleo a la mayoría de sus habitantes. Coober Pedy cuenta con más de 70 campos de ópalo y es la zona minera de ópalo más grande del mundo.

## Orígenes
El primer explorador que llegó a esta remota zona de Australia fue el escocés John Mc Douall Stuart en 1858. Sin embargo el nombre de la ciudad no se estableció hasta 1915, año en el que Willie Hutchison descubrió el ópalo. Fue a partir de 1916 cuando se desplazaron mineros a la zona y tuvieron lugar las primeras excavaciones. En 1999 ya había más de 250 000 pozos a través de los cuales se accedía a las excavaciones. Atraídos por una especie de fiebre del ópalo (ya que es una de las piedras semipreciosas más valoradas del mundo) parecida a la fiebre del oro que tuvo lugar en California en 1849, llegaron hasta esta zona inmigrantes de todos puntos pero principalmente serbios, yugoslavos y eslavos. Además se decía que trabajar allí por unos años proporcionaba una gran riqueza. Actualmente la extracción de ópalo está en manos de grandes empresas, pero aún siguen llegando exploradores a la zona que buscan su gran ópalo con los métodos tradicionales. Debido a la gran cantidad de personas que comenzaron a llegar y a las altas temperaturas que asolan la zona comenzó a construirse todo un intrincado complejo de casas bajo tierra que nada tienen que envidiar a los hogares de la superficie. Estas casas cuentan con tres habitaciones, salón, cocina, baño y además cuentan con agua corriente, electricidad y aire acondicionado incluido.

## Población
El Consejo de Distrito de Coober Pedy estima que la población existente es de alrededor de 3500 personas. Aproximadamente el 60% de las personas son europeas debido a la migración de Europa meridional y oriental después de la Segunda Guerra Mundial. En total hay más de 45 nacionalidades representadas. El 75% de la población vive bajo tierra.

## Ocio y deporte
Coober Pedy es una ciudad muy pequeña situada a medio camino entre Adelaida y Alice Springs. Se ha convertido en un punto de escala y destino turístico muy popular, especialmente desde 1987, cuando se completó el sellado de la autopista Stuart. En 1981 un local llamado Umberto Coro vio el potencial de ingresos del lugar y construyó el primer hotel de la ciudad. Además de este hotel existe una gran diversidad de actividades que realizar como extraer ópalo con las manos, vivir unos días bajo tierra, visitar las diferentes tiendas subterráneas, bares, museos o iglesias. A todo esto hay que sumarle la existencia de un campo de golf en la superficie donde incluso se puede jugar de noche debido a que cuenta con bolas brillantes.

## Clima
La ciudad tiene un clima árido, según la clasificación climática de Köppen. Entre abril y octubre el clima es muy suave, típico de un clima semiárido siendo los días cálidos pero las noches del desierto frescas. De diciembre a febrero el clima se calienta y las temperaturas oscilan alrededor de los 35 °C a la sombra, con tormentas de polvo ocasionales. La precipitación anual en esta zona es mínima, alrededor de 175 mm por año.
| Parámetros climáticos promedio de Coober Pedy | Parámetros climáticos promedio de Coober Pedy | Parámetros climáticos promedio de Coober Pedy | Parámetros climáticos promedio de Coober Pedy | Parámetros climáticos promedio de Coober Pedy | Parámetros climáticos promedio de Coober Pedy | Parámetros climáticos promedio de Coober Pedy | Parámetros climáticos promedio de Coober Pedy | Parámetros climáticos promedio de Coober Pedy | Parámetros climáticos promedio de Coober Pedy | Parámetros climáticos promedio de Coober Pedy | Parámetros climáticos promedio de Coober Pedy | Parámetros climáticos promedio de Coober Pedy | Parámetros climáticos promedio de Coober Pedy |
| Mes                                           | Ene.                                          | Feb.                                          | Mar.                                          | Abr.                                          | May.                                          | Jun.                                          | Jul.                                          | Ago.                                          | Sep.                                          | Oct.                                          | Nov.                                          | Dic.                                          | Anual                                         |
| --------------------------------------------- | --------------------------------------------- | --------------------------------------------- | --------------------------------------------- | --------------------------------------------- | --------------------------------------------- | --------------------------------------------- | --------------------------------------------- | --------------------------------------------- | --------------------------------------------- | --------------------------------------------- | --------------------------------------------- | --------------------------------------------- | --------------------------------------------- |
| Temp. máx. abs. (°C)                          | 48.2                                          | 46.7                                          | 44.4                                          | 40.0                                          | 33.0                                          | 29.4                                          | 32.0                                          | 35.0                                          | 39.1                                          | 43.9                                          | 45.6                                          | 47.8                                          | 48.2                                          |
| Temp. máx. media (°C)                         | 36.4                                          | 35.7                                          | 32.8                                          | 27.6                                          | 22.3                                          | 18.8                                          | 18.7                                          | 20.7                                          | 24.5                                          | 28.9                                          | 32.1                                          | 34.6                                          | 27.8                                          |
| Temp. mín. media (°C)                         | 20.7                                          | 20.8                                          | 18.2                                          | 14.0                                          | 10.1                                          | 7.2                                           | 6.3                                           | 7.4                                           | 10.1                                          | 13.6                                          | 16.6                                          | 19.1                                          | 13.7                                          |
| Temp. mín. abs. (°C)                          | 9.4                                           | 10.6                                          | 9.6                                           | 5.0                                           | 1.4                                           | 0.1                                           | -2.0                                          | 0.6                                           | 1.7                                           | 3.9                                           | 13.1                                          | 10.0                                          | -2.0                                          |
| Precipitación total (mm)                      | 17.4                                          | 22.8                                          | 12.9                                          | 6.5                                           | 13.1                                          | 14.4                                          | 7.8                                           | 9.2                                           | 8.4                                           | 14.9                                          | 11.6                                          | 17.5                                          | 156.4                                         |
| Fuente: Bureau of Meteorology                 |                                               |                                               |                                               |                                               |                                               |                                               |                                               |                                               |                                               |                                               |                                               |                                               |                                               |

## Imágenes

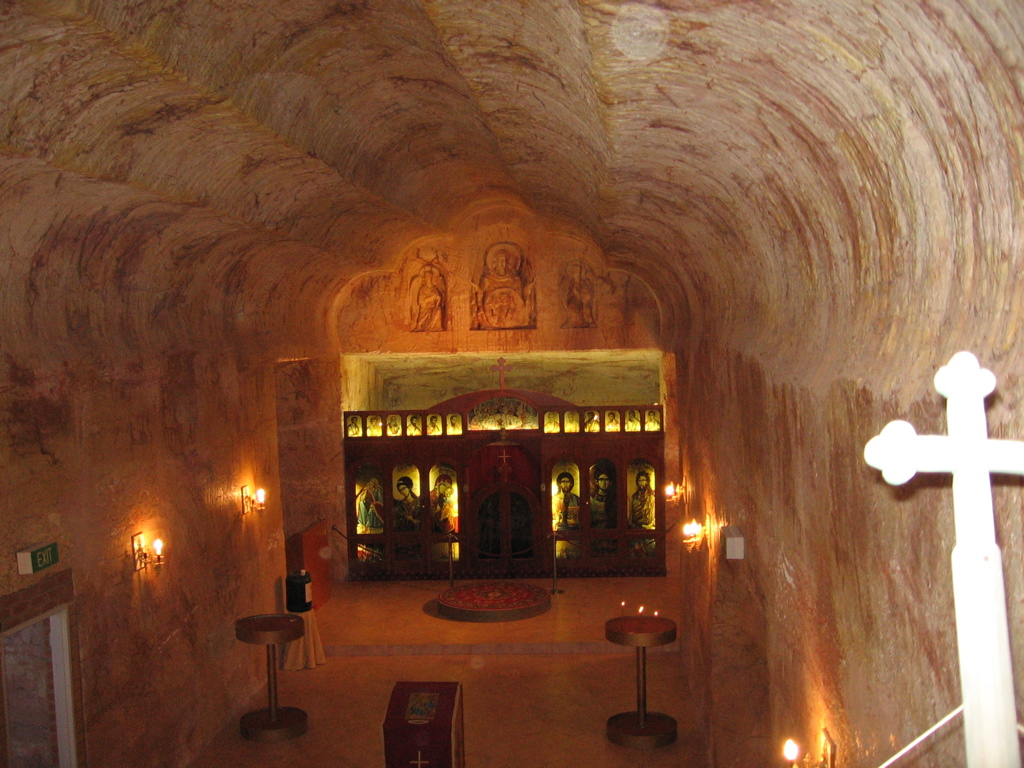
Iglesia ortodoxa de Coober Pedy construida en una caverna.
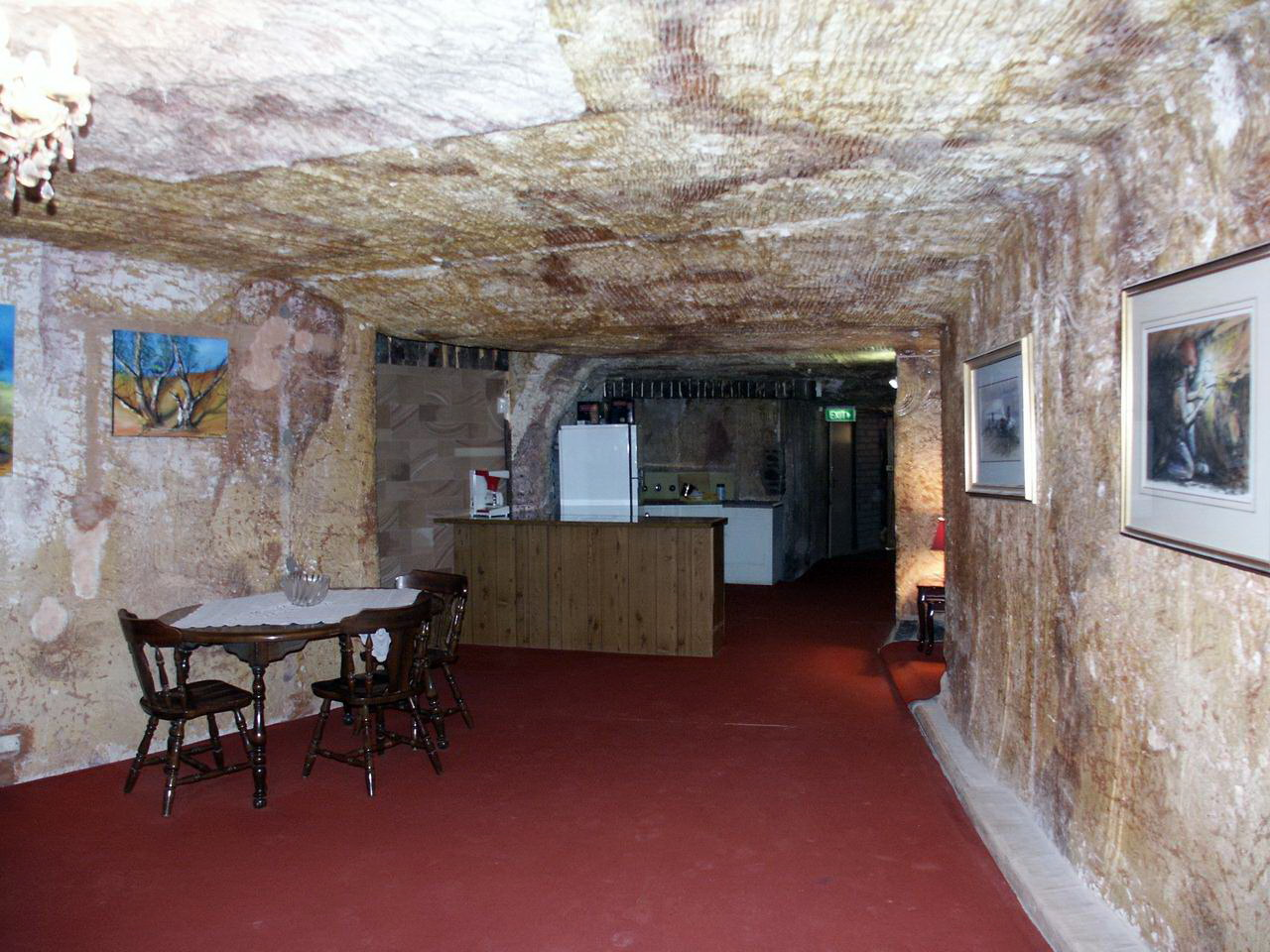
Interior de una casa subterránea en Coober Pedy.
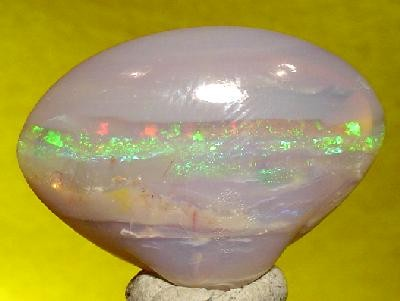
Ejemplo de ópalo hallado en la zona.
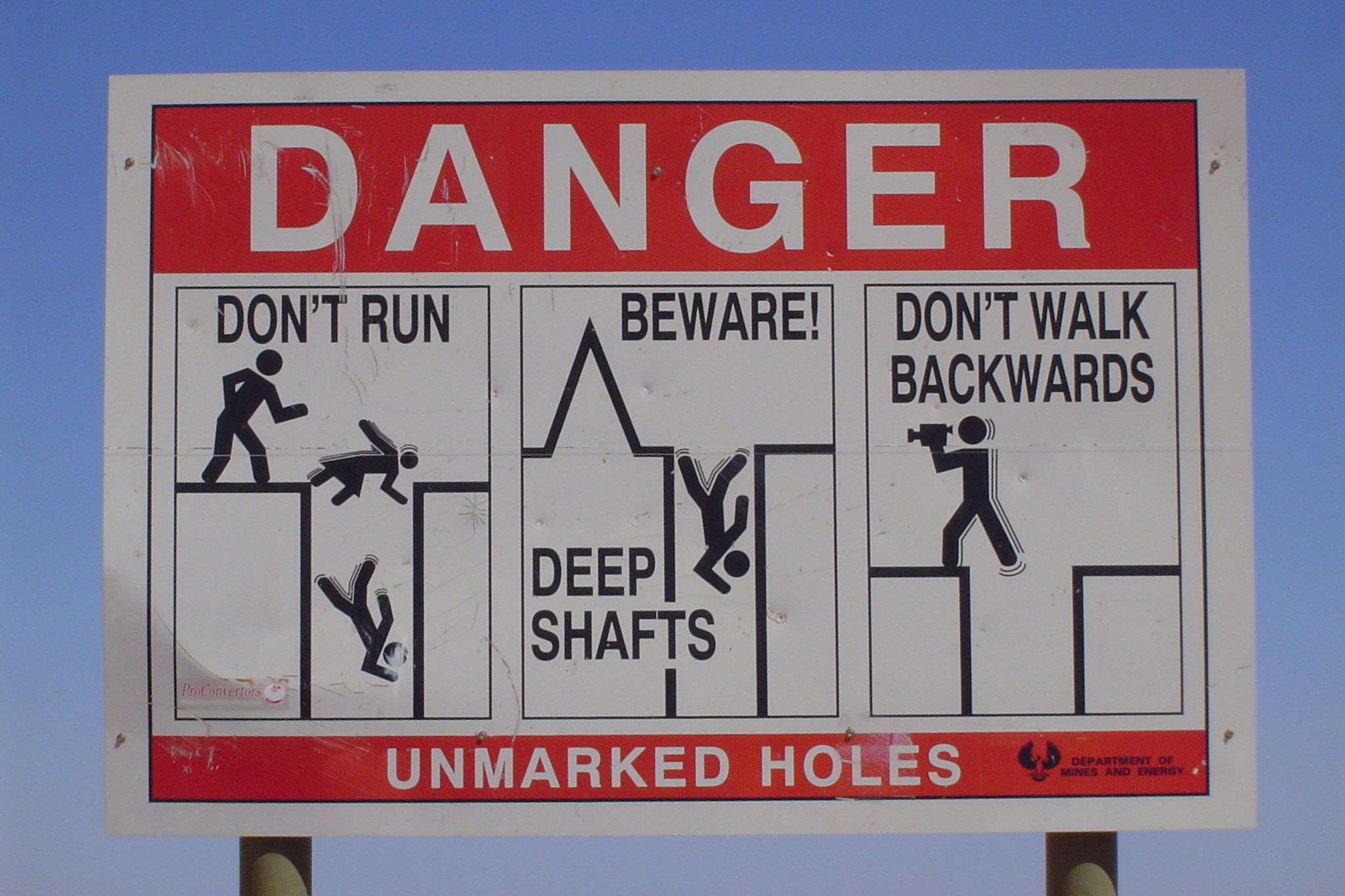
Cartel de advertencia. De izquierda a derecha: No corra. ¡Atención! Pozos profundos. No camine hacia atrás.
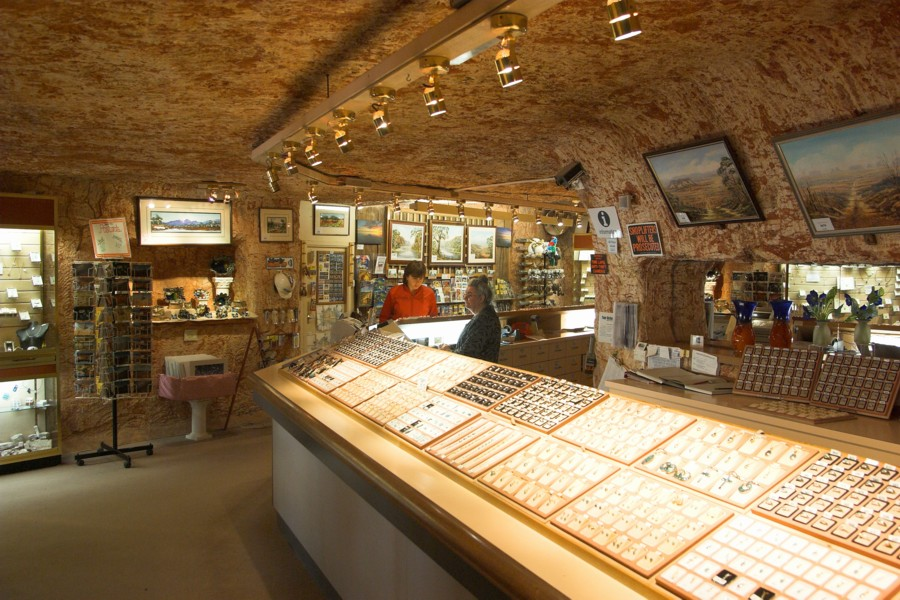
Tienda de joyas bajo tierra.